# Taryn Manning
Taryn Manning (Falls Church, Virginia, 6 november 1978) is een Amerikaanse actrice, modeontwerpster en singer-songwriter. Ze is de vocalist van het duo Boomkat en mede-eigenaar van het kledingmerk Born Uniqorn. Manning kreeg haar eerste grote rol als actrice in 2001 toen ze de rol van Maddy speelde in Crazy/Beautiful. Later verscheen ze in Crossroads, 8 Mile en A Lot Like Love. In 2005 speelde ze een grote rol in de film Hustle & Flow, die met een Academy Award werd bekroond. Van 2013 tot 2019 speelde ze in de serie Orange Is the New Black. Ze speelt ook de vriendin van Half-Sack in Sons of Anarchy.

## Jeugd
Manning is geboren in Falls Church in Virginia. Haar ouders scheidden toen ze twee maanden oud was, haar moeder nam Manning en haar broer mee naar Tucson in Arizona. Toen ze twaalf jaar was verhuisden Manning en haar moeder naar Californië waar ze aan de Orange County High School of the Arts deelnam. Haar moeder drong aan om te gaan dansen, op karate te gaan, en acteerles te nemen, ondanks hun beperkte inkomen. Toen ze veertien jaar was pleegde haar vader zelfmoord.

## Filmografie
- Biblioteca Nacional de España: XX4616945
- Bibliothèque nationale de France: cb144638566 (data)
- Gemeinsame Normdatei: 143257110
- International Standard Name Identifier: 0000 0001 1635 0142
- Library of Congress Control Number: no2006025617
- MusicBrainz: 1b1af3ef-bf82-40ae-8df1-e2f9eddc48c9
- Nationale Bibliotheek van Tsjechië: xx0099963
- Nationale Bibliotheek van Israël: 987007402177805171
- Nationale Bibliotheek van Polen: a0000002196259
- Nederlandse Thesaurus van Auteursnamen: 316032301
- Istituto Centrale per il Catalogo Unico: PALV059313
- Système universitaire de documentation: 185672507
- Virtual International Authority File: 46985087
- WorldCat: E39PBJfCt44gFPFHmGBgkpQ6rq